# Кинески медицински часопис
Кинески медицински часопис је званична публикација Кинеског лекарског удружења, коју  заједно објављују Издавачка кућа Кинеског лекарског удружења и Wolters Kluwer Medknow. Часопис објављује рецензиране чланке на енглеском језику из области техничких и клиничких студија повезаних са здрављем и етичким и социјалним питањима у медицинским истраживањима.

## Историја
Прво Кинеско медицинско мисионарско удружење (The China Medical Missionary Association) које је основано у Шангају 1887. године,  наредне 1888. године почело је да издаје Кинески мисионарски медицински часопис (The China Medical Missionary Journal). 
Удружење које је нешто касније преименовано у Кинеско лекарско удружење,  1932. године спојено у Национално лекарско удружење Кине (National Medical Association of China). Након овог спајања и Кинески мисионарски медицински часопис се затим спојио у енглески део Национални медицински часопис Кине (National Medical Journal of China)  да би коначно постао Кинески медицински часопис.

## Цитирање и индексирање
Часопис објављује цитате (апстракте) и индексиран је за:
- Biological Abstracts - међународни часопис за базе података и сажетака истраживачких радова из биологије (основан 1926 ).
- Chemical Abstracts
- Index Medicus/MEDLINE
- Science Citation Index
- Current Contents
- Cancerlit
- EMBASE

Према годишњој публикацији „Извештаји о цитататима у научним часописима”  (Journal Citation Reports)  Института за научне информације, који је тренутно део предузећа Clarivate Analytics (као претходна интелектуална својина Томсона Ројтерс-а),   намењен за процену утицај и релевантности главних научних часописа у области примењених и друштвених наука у свету, првобитно је, на основу података које садржи Кинески медицински часопис, означила: 
- фактором утицаја 0,864 за 2011. годину.[4]
- фактором утицаја 1,016. за 2011. годину.